# 表現型

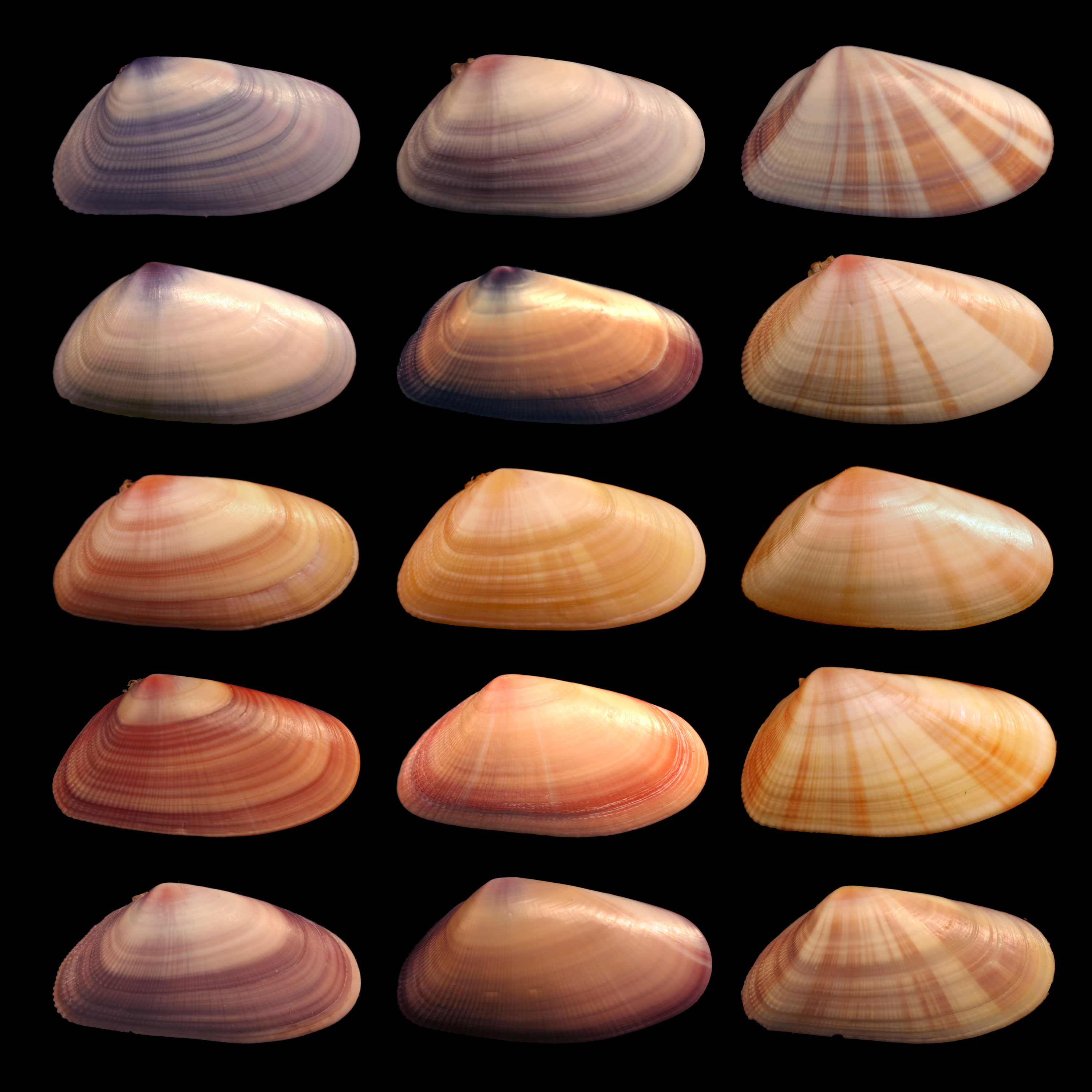
二枚貝軟体動物種Donax variabilisの個体の殻は、表現型に多様な色調とパターン化を示している。

ここでは、エンドウの花びらの色の特徴について、遺伝子型と表現型の関係をパネットの方形を用いて示す。文字Bとbは色の遺伝子を表し、図はその結果として生じる表現型を示している。

表現型（ひょうげんがた、ひょうげんけい、英: phenotype。ギリシャ語のpheno=表示＋type=型に由来）は、生物の複合的で観察可能な特徴や形質を表す遺伝学の用語である。この用語は、生物の形態学的または物理的な形態と構造、その発生過程、生化学的および生理学的性質、その行動および行動の産物を網羅している。ただし、獲得形質は含まない。
生物の表現型は、生物の遺伝コードまたは遺伝子型の発現と、環境要因の影響という、2つの基本的な要因に起因している。両方の要因が相互作用して、表現型にさらに影響を与えることがある。
ある種の同じ個体群に2つ以上の明らかに異なる表現型が存在する場合、その種は多型と呼ばれる。多型性のよく知られた例としては、ラブラドール・レトリーバーの毛色がある。毛色は多くの遺伝子に依存している、自然環境では黄色、黒、茶色とはっきりと見られる。リチャード・ドーキンスは1978年に、そして1982年の著書『The Extended Phenotype』（邦題: 延長された表現型: 自然淘汰の単位としての遺伝子）の中で、鳥の巣やトビケラ幼虫の巣やビーバーダムなどの構築物を「拡張された表現型」とみなすことができると示唆している。
ウィルヘルム・ヨハンセンは、生物の遺伝とその遺伝が生み出すものとの違いを明らかにするために、1911年に「遺伝子型-表現型の区別」を提案した。この区別は、生殖質（遺伝）と体細胞（体）を区別したアウグスト・ヴァイスマン (1834-1914)が提案したものに似ている。
この「遺伝子型-表現型の区別」は、フランシス・クリックの分子生物学におけるセントラルドグマと混同されてはならない。これは、DNAからタンパク質へと流れる分子遺伝情報の方向性に関する記述であり、その逆ではない。

## 定義の難しさ

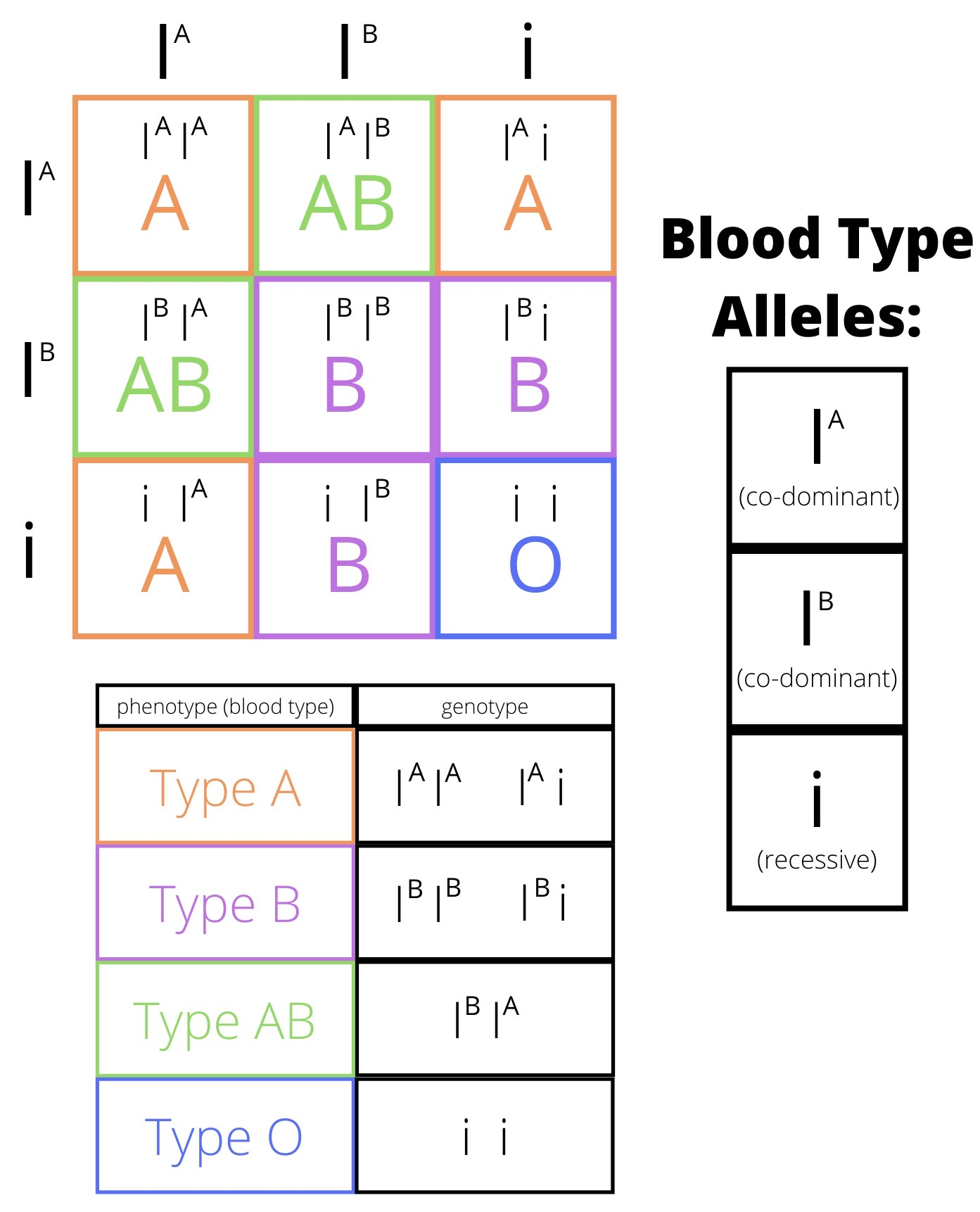
パネットの方形で確定された、表現型と遺伝子型を表示するABO式血液型

一見簡単な定義にもかかわらず、表現型の概念には微妙な点が隠されている。RNAやタンパク質などの分子も含めて、遺伝子型に依存するものはすべて表現型であると思われるかもしれない。たとえば、遺伝物質によってコード化されたほとんどの分子や構造は、生物の外観では目に見えないが、観察可能であり（例：ウェスタンブロッティング）、したがって表現型の一部である。
しかし、ある遺伝子を持っていても、それが潜性（旧称:劣性）であれば、同一遺伝子座の優性遺伝子とヘテロな場合は表現型に現れない（メンデルの法則の「優性の法則」）。一つの形質の表現型には複数の遺伝子座が影響を与えることもある。このように、どのような遺伝子を持っているかと、その個体がどのような形質を示すかとは同じではない。ヒトの血液型がその一例である。これは、（生きている）生物そのものに焦点を当てた本来の概念の意図を超えているように思われるかもしれない。
いずれにしても、表現型という用語には、観察可能な固有の形質や特徴、あるいは技術的な方法で可視化できる形質が含まれている。この考え方の注目すべき拡張は、酵素の化学反応から生物によって生成される「有機分子」または代謝物の存在である。
「表現型」という用語は、時には野生型との表現型の違いの略語として誤って使用されており、「突然変異は表現型を持っていない」という文を生み出している。

### 分子系統
分子遺伝学の進歩により、さまざまな生物においてDNAの塩基配列を直接に比較することが出来るようになった。このことから、塩基配列の比較から直接に系統が読み取れることになり、これを分子系統（英: molecular phylogenetics）という。このような方法により、従来は区別できなかった分類群の分類が行われるようになった例は多い。その場合、分類群の区別は塩基配列によることになる。だが、遺伝的な差異は形態や性質に反映すると考えるのはふつうであり、このように区別された群において、遺伝子以外の形質に差異を求めることも普通である。このような差異が見つかった場合に、これを指して『表現型における差異』といった表現が使われる。

### 行動表現型

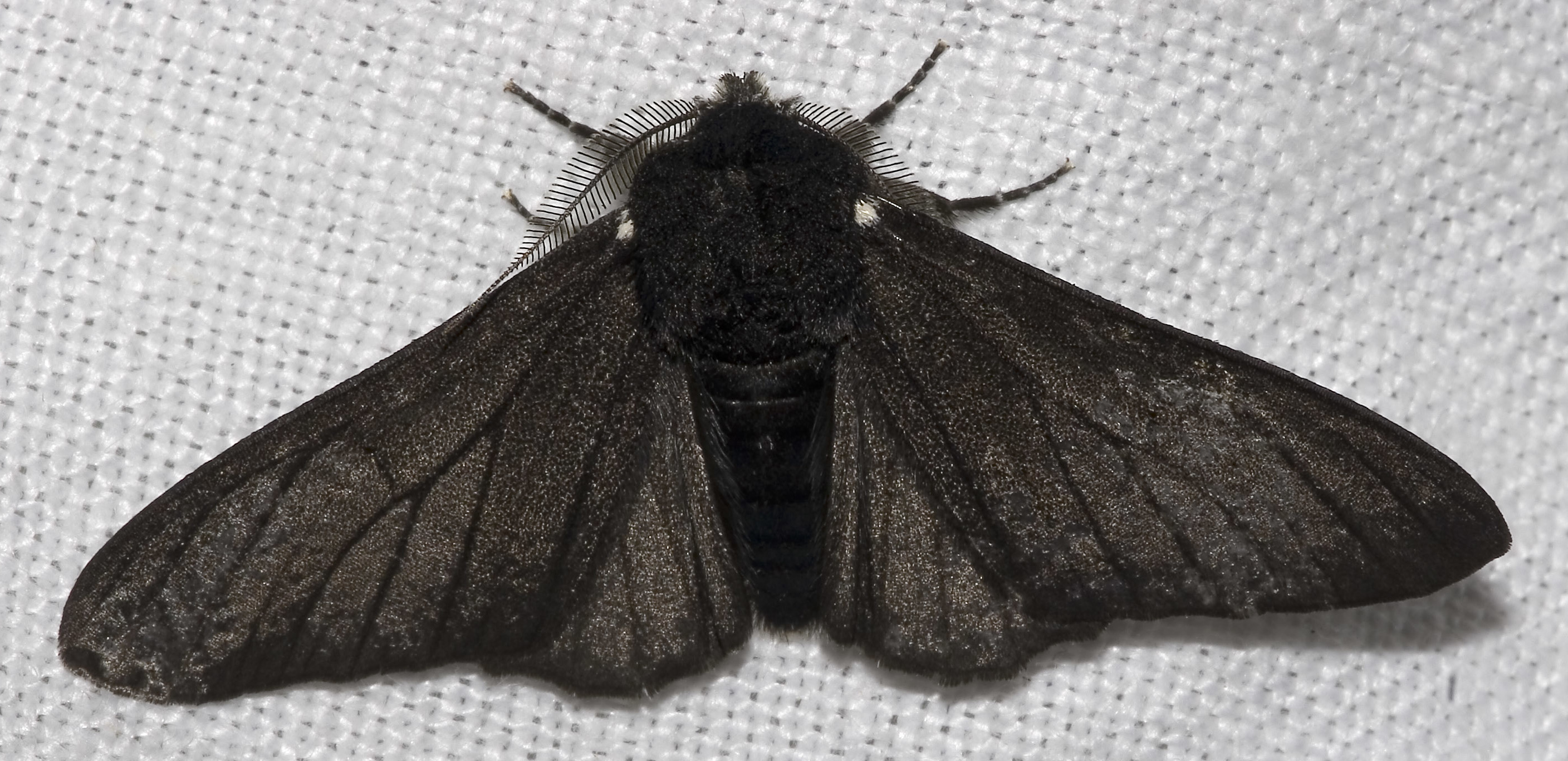
B. betularia morpha carbonaria、黒化型、不連続的な変化を示す。

もう一つの拡張では、行動は観察可能な特性であるため、表現型に行動が追加される。行動表現型（英: behavioral phenotypes）には、認知、性格、行動パターンが含まれる。いくつかの行動表現型は、精神疾患 や症候群 を特徴づけることができる。

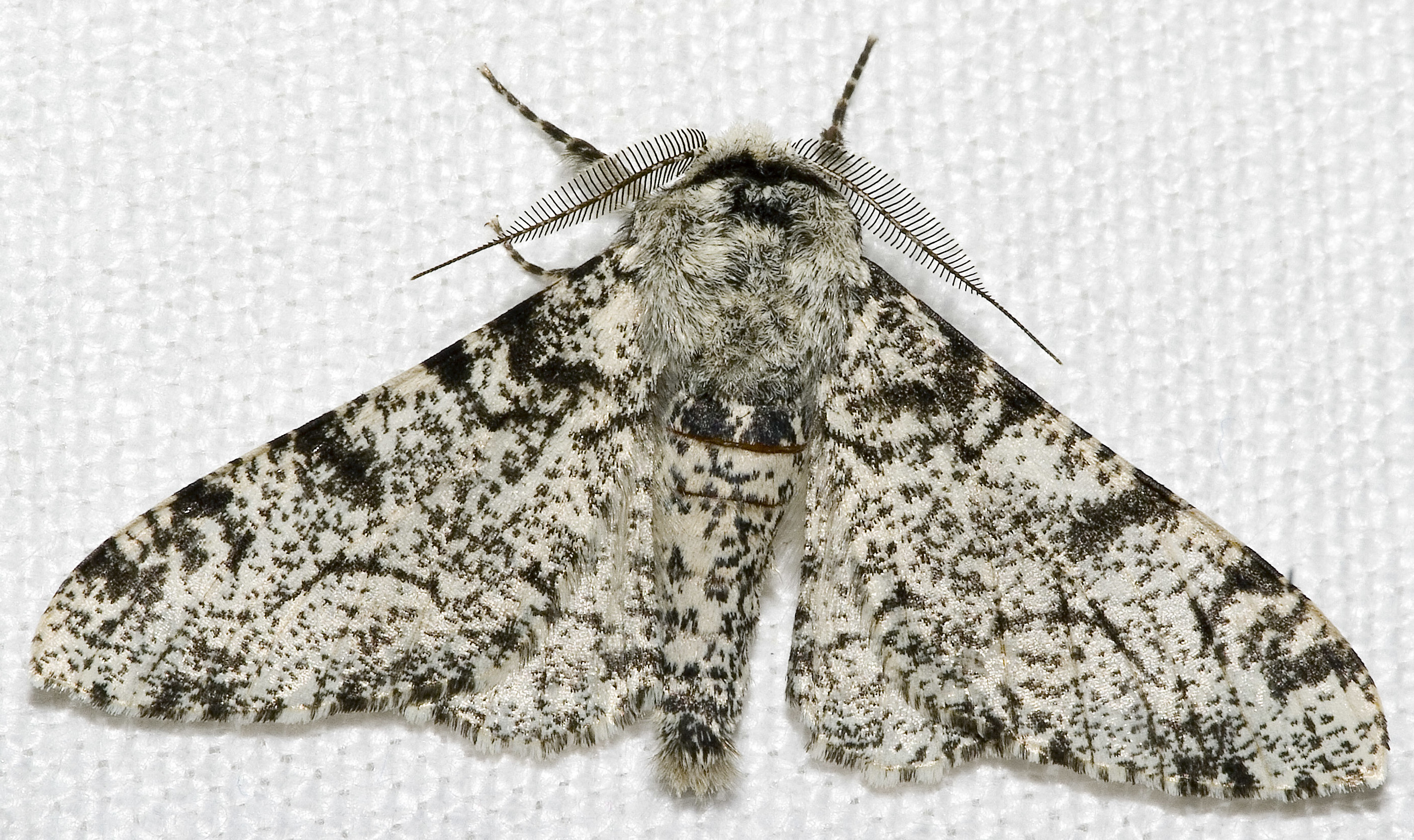
Biston betularia morpha typica、標準的な明るい色のオオシモフリエダシャク

## 表現型の変化
表現型の変化（根底にある遺伝的多様性による）は、自然淘汰による進化の基本的な前提条件である。次の世代に貢献する（またはしない）のは生物全体なので、自然淘汰は表現型の貢献を介して間接的に集団の遺伝的構造に影響を与える。表現型の変異がなければ、自然淘汰による進化はありえない。
遺伝子型と表現型の相互作用は、しばしば次のような関係で概念化されてきた。
遺伝子型（G）＋環境（E）→ 表現型（P）
この関係をもっと微妙なものにすると。
遺伝子型（G）＋環境（E）＋遺伝子型と環境の相互作用（GE）→ 表現型（P）
植物ヤナギタンポポ（Hieracium umbellatum）は、スウェーデンの2つの異なる生息地で生育している。一つは海沿いの岩場の崖で、広い葉と拡大した花序を持つふさふさした植物である。もう一つは砂丘の中にあり、植物は細長い葉とコンパクトな花序を持って匍匐性（ほふくせい）をもって成長する。これらの生息地はスウェーデンの海岸に沿って交互に存在し、ヤナギタンポポの種子が着地する生息地によって、成長する表現型が決定される。
ショウジョウバエ（Drosophila）のランダム変動の例は、単眼の数がある。これは、全体的に異なる遺伝子型間、または異なる環境で飼育されたクローン間で異なるのと同じように、単一の個体の左右の目の間で（ランダムに）変動することがある。
表現型の概念は、生物の適応度に影響を与える遺伝子レベル以下の変異にまで拡張することができる。例えば、遺伝子の対応するアミノ酸配列を変化させないサイレント突然変異は、グアニン-シトシン塩基対の頻度（GC含量）を変化させることがある。これらの塩基対は、アデニン-チミンよりも高い熱安定性（融点）を持っており、高温環境に生息する生物の間では、GC含量が多い変異体に対する選択的優位性をもたらすかもしれない特性である。

### 表現型の可塑性
遺伝子型は、表現型の変更と表現型の発現に多くの柔軟性を持っていることがよくある。多くの生物では、これらの表現型は、環境条件の変化の下で大きく異なっている。これを表現型の可塑性という（生態表現型変動も参照）。このような状態にある集団で、本来の表現型を示す個体の割合を浸透度または浸透率と呼び、各個体における表現の程度を表現度と呼ぶ。

### 拡張された表現型
リチャード・ドーキンスは、ある遺伝子が他の生物を含めて周囲に及ぼすすべての影響を含む表現型を拡張表現型(EP: Extended Phenotype)と表現し、「動物の行動は、その行動を行う特定の動物の体内にその遺伝子が存在するかどうかに関わらず、その行動のための遺伝子の生存を最大化する傾向がある。」と論じた。たとえば、ビーバーのような生物は、ビーバーダムを建設することで環境を変えているが、これはビーバーの門歯がそうであるように、遺伝子の発現と考えることができる。同様に、鳥がカッコウのような托卵に餌をやるとき、それは無意識のうちにその表現型を延長している。また、ランの遺伝子が、受粉を増やすためにランミツバチの行動に影響を与えたり、また、クジャクの遺伝子が雌との交尾の決定に影響を与える場合にも表現型を拡張していることになる。ドーキンスの見解では、遺伝子は表現型の効果によって選択されている。
2008年に開催された欧州科学財団の会議では、EPという概念の役割は、意味のある実験を設計するためのツールとしてよりも説明上のものに限定されるだろうと結論した。

## フェノームとフェノミクス
表現型（phenotype）とは、生物が示す観察可能な特徴の集合体であるが、フェノーム（phenome）という言葉は形質の集合体を指す場合もあり、そのような集合体を同時に研究することをフェノミクス（phenomics）と呼ぶ。フェノミクスは、どのようなゲノム変異体が表現型に影響を与えるのかを明らかにすることができ、健康、疾病、進化的適応度などを理解するため、重要な研究分野である。フェノミクスは、ヒトゲノムプロジェクトの大部分を形成している。
フェノミクスは、農業の分野で広く応用されている。人口が飛躍的に増加し、地球温暖化の影響により天候が不安定になる中で、世界の人口を支えるのに十分な作物を栽培することはますます困難になっている。フェノミクスを利用することで、干ばつや暑さに対する耐性のような有利なゲノム変異を特定し、より耐久性の高い遺伝子組み換え作物を作ることができる。
フェノミクスはまた、個別化医療、特に薬物療法に向けての重要な足がかりでもある。このようなフェノミクスの応用は、効果がないか安全でないことが証明される薬物療法の試験を回避する最大の可能性を秘めている。フェノミクスデータベースがより多くのデータを取得した後は、患者のフェノミクス情報を用いて、患者に合わせた特定の薬剤を選択できる。フェノミクスの規制が発展するにつれ、新たな知識ベースが、個別化医療や神経精神症候群の治療の実現に役立つ可能性がある。

## 参照項目
- 形質
- 遺伝子型
- 表現型の可塑性
- メンデルの法則
- エコタイプ
- エンドフェノタイプ（英語版）
- 遺伝子型-表現型の区別（英語版）
- 分子表現型分析（英語版）